# 魂 (電視劇)
《魂》（韓語：혼）是韓國MBC於2009年8月5日起播放的水木連續劇。

## 劇情介紹
尹荷娜是一個開朗活躍的女高中生，跟母親和妹妹過著平凡快樂的生活。一天，學校裡發生了一宗女生跳樓自殺案，荷娜剛巧目睹整個過程，因而受驚過度。自此，她發現自己擁有一種怪異的能力，能看到死去的人的鬼魂。冤魂更會借助她的身體來向仇人報復。
另一方面，申柳是一名犯罪心理學家，為人極具正義感，使命是鏟除世界上所有罪惡。可是，被他緝拿的犯人往往藉著法律漏洞得以逃之夭夭，令他深深不忿。申柳偶然下認識了荷娜，並發現她超乎常人的能力，感到驚訝的同時，想到可借助她的力量來懲治法律無法制裁的犯人。申柳於是利用催眠術來驅使荷娜，把罪犯逐一清除。然而，在「儆惡懲奸」的過程中，他卻漸漸迷失自我，成為了一個殺人的惡魔……

## 人物介紹

### 主要人物
| 演員                                 | 角色   | 年齡 | 香港配音              | 介紹 |
| 李瑞鎮 （少年：徐俊英 幼年：南多凜 ) | 申柳   | 34歲 | 陳欣 （少年：曹啟謙 ) | 海外著名犯罪心理學家。正義感強，擁有攝人的魅力，性格亦兩極化，有時會溫和對待殺人犯，有時會以冰冷嚴峻的眼神直視之，尤其是沒有罪惡感、炫耀犯罪史的犯人；即使有高超易容術的殺人犯，見到他也如老鼠見貓般心怯。14歲時經歷的一場可怕的事故，失去了媽媽和妹妹的創傷影響至今。                                 |
| 林珠銀 （幼年：安瑞賢）              | 尹荷娜 | 18歲 | 黃紫嫻                | 開朗活躍的女高中生，運動細胞發達，但學習跆拳道只是為了保護雙胞胎妹妹斗娜。因個性好動總是招惹是非，不過一直被斗娜、媽媽，及被孤立的時宇守護著。直到有一天，發現自己有超能力，能看到死去的人，聽著他們的故事，讓他們的魂轉化成奇異的力量。                                                               |
| 李真                                 | 李慧媛 | 33歲 | 朱妙蘭                | 心理醫生。性格率性而為，給人感覺很溫暖、很有人情味，但由於工作上壓力很大，所以面對患者以外的人時，語氣總是冷冰冰。與申柳因工作的關係相識，繼而開始交往，以為自己可以非分明，與申柳相遇後卻打亂一直以來的信念和原則，覺得很累所以提出分手，申柳隨口答應了，自己卻一直忘不掉他。                         |
| 朴健一                               | 鄭時宇 | 19歲 | 曹啟謙                | 荷娜的朋友。由於媽媽生下他之後就離開了人世，深愛著妻子的父親，為逃避面對兒子，所以一年有十個月都在國外，只寄足夠的零用錢給他。總是一個人獨來獨往，加上交友不慎所以在學校遭到排斥。荷娜是他出生以來第一個、也是唯一一個會給予他關懷，並站在他這邊支持他的人，因此為了想守護的人，他可以獻出自己的生命。 |
| 朴芝妍 (T-ara)                       | 尹斗娜 | 18歲 | 陳琴雲                | 荷娜異卵雙生的妹妹。個性隨和，喜歡畫畫和十字繡。雖然晚7分鐘來到人世，但對姐姐一直很敬愛，姐姐要求的，她一定照做不誤。為了替荷娜收拾留在學校的東西，回家時在行人隧道內遇上不測身亡。冤死後變成厲鬼，附身在姐姐身上進行報復。                                                                            |

### 其他人物
- 金甲洙 飾 白道植（香港配音：盧國權）

49歲，上訴率100%的律師。
- 金成鈴 飾 媽媽（香港配音：黃玉娟）

43歲，荷娜、斗娜的媽媽。
- 柳演錫 飾 白宗燦（香港配音：李凱傑）

19歲，藝術大學學生會長。

### 特別演出
- 全寶藍（T-ara）飾 申素怡（香港配音：楊善諭）

申柳的妹妹，在幼年時即不幸遇害。
- 李奎翰 飾 徐俊熙（香港配音：梁偉德）

## 腳註
1. ↑  . 2009-07-26  [2011-06-25]. （原始内容存档于2009-08-01）.
2. ↑  .   [2011-07-25]. （原始内容存档于2012-04-28）.
3. ↑  .   [2011-11-02]. （原始内容存档于2014-02-01）.

## 外部連結
- 韓國MBC （页面存档备份，存于）

| MBC 水木劇                               | MBC 水木劇                                  | MBC 水木劇 |
| ---------------------------------------- | ------------------------------------------- | ---------- |
|                                          | 魂 （2009年8月5日 - 2009年9月3日）          |            |
| Triple （2009年6月10日 - 2009年7月30日） | 向大地頭球 （2009年9月9日 - 2009年11月4日） |            |

| 香港 無綫劇集台 星期日15:00 - 17:30、21:00 - 23:30 | 香港 無綫劇集台 星期日15:00 - 17:30、21:00 - 23:30 | 香港 無綫劇集台 星期日15:00 - 17:30、21:00 - 23:30 |
| -------------------------------------------------- | -------------------------------------------------- | -------------------------------------------------- |
|                                                    | 魂 （2010年2月28日 - 2010年3月28日）               |                                                    |
| 冰舞飛揚 （2010年1月3日 - 2010年2月21日）          | 意麵情迷 （2010年4月4日 - 2010年6月6日）           |                                                    |
| 香港 高清翡翠台 星期日午夜連續劇                   |                                                    |                                                    |
| 說客風暴 （2010年12月12日 - 2011年5月29日）        | 魂 （2011年6月5日 - 2011年8月7日）                 | 吞沒太陽 （2011年8月14日 - 2011年11月6日）         |